# Retignano
Retignano – włoska wieś licząca około 400 mieszkańców, położona w gminie Stazzema, w Toskanii.
Najwyższy szczyt tego obszaru, Mont'Alto, znajduje się na wysokości 913 metrów n.p.m. Są tam pozostałości dawnych kamieniołomów, w których wydobywano marmur. Główne zabytki Retignano to kościół Świętego Piotra z VIII wieku, niektóre nagrobki na miejscowym cmentarzu oraz dzwonnica z XVII wieku.